# Pariente
Pariente é um filme de drama colombiano de 2017 dirigido e escrito por Iván Gaona. Foi selecionado como representante de seu país ao Oscar de melhor filme estrangeiro em 2018.

## Elenco
- René Diaz Calderón - René
- Willington Gordillo - Willington
- Leidy Herrera - Mariana